# Schizoporella spinosa
Schizoporella spinosa är en mossdjursart som beskrevs av Souto, Reverter-Gil och Fernández-Pulpeiro 20. Schizoporella spinosa ingår i släktet Schizoporella och familjen Schizoporellidae. Inga underarter finns listade i Catalogue of Life.